# Mai Thị Hồng Hạnh
Mai Thị Hồng Hạnh (1940 – 12 tháng 10, 1960) là một liệt sĩ Việt Nam, được nhà nước Việt Nam trao tặng danh hiệu Anh hùng Lực lượng vũ trang nhân dân.

## Tiểu sử
Mai Thị Hồng Hạnh tên thật là Mai Thị Nương, sinh năm 1940 tại xã Vĩnh Thạnh, huyện Giồng Riềng tỉnh Kiên Giang. Bà bắt đầu hoạt động giao liên cho cách mạng Việt Nam từ năm 14 tuổi, đến tháng 6 năm 1958 thì được kết nạp vào Đảng Lao Động Việt Nam. Năm 1959, trong một lần hoạt động trong đội vũ trang du kích, bà bị quân đội Việt Nam Cộng hòa bắt giữ. Sau vì không thể thu được thông tin gì, họ trả tự do cho bà. Từ đó, bà trở thành Đội trưởng đội vũ trang kiêm Bí thư chi đoàn xã Thạnh Hòa.
Năm 1960, trong một lần làm nhiệm vụ, bà bị một toán lính biệt kích Việt Nam Cộng hòa do Võ Văn Sang lãnh đạo đánh úp. Vì giúp đồng đội rút lui an toàn, bà bị bắt lần thứ hai. Lần này, sau 2 tháng không thể thu được thông tin gì, bà bị xử chết khi vừa 20 tuổi. Ngày 20 tháng 12 năm 1994, bà được nhà nước Việt Nam truy tặng danh hiệu Anh hùng Lực lượng vũ trang nhân dân. Tại huyện Giồng Riềng, có một tượng đài được xây dựng, một con đường và một trường học đặt tên bà. Hằng năm, huyện Giồng Riềng thường tổ chức kỷ niệm ngày mất của bà ở quy mô cấp huyện.